# Wilhelm Speidel
Wilhelm Speidel (Ulm, Baden-Württemberg, 3 de setembre de 1826 – Stuttgart, Baden-Württemberg, 13 d'octubre de 1899) fou un pianista i compositor alemany. Era germà de l'escriptor i periodista Ludwig Speidel.
Estudià en el Conservatori de Múnic; després visità en qualitat de virtuós totes les grans ciutats d'Alemanya. El 1854 fou nomenat director de música en la seva ciutat natal i, tres anys després, professor del Conservatori de Stuttgart, del que en fou cofundador. El 1874 fundà un Institut de Música, però el 1884, tornà a dedicar la seva activitat al Conservatori, amb el que fusionà l'Institut. Ensems fou, des del 1857, director de l'Orfeó de Stuttgart.
Entre les seves composicions cal mencionar: 
- una sonata per a violoncel;
- una sonata per a violí:
- dues sonates per a piano;
- un trio;
- l'obertura per a König Helge;
- l'escena de Faust per a cor d'homes i orquestra;
- Wikinger Ausfahrt, per a tenor, cor d'homes i orquestra;
- Volkers Schwanenlied, així com peces per a piano, lieder i cors d'homes.